# Thivars
Thivars ist eine französische Gemeinde mit 1.099 Einwohnern (Stand: 1. Januar 2022) im Département Eure-et-Loir in der Region Centre-Val de Loire; sie gehört zum Arrondissement Chartres und zum Kanton Chartres-2.

## Geographie
Thivars liegt etwa acht Kilometer südsüdwestlich von Chartres an der Eure. Umgeben wird Thivars von den Nachbargemeinden Fontenay-sur-Eure im Norden und Nordwesten, Barjouville im Nordosten, Ver-lès-Chartres im Osten, Dammarie im Südosten sowie Mignières im Süden und Westen.
Durch die Gemeinde führen die frühere Route nationale 10 (heutige D910) und im Süden die Autoroute A11.

## Demographie
| Jahr                       | 1962 | 1968 | 1975 | 1982 | 1990 | 1999 | 2006 | 2018 |
| Einwohner                  | 527  | 533  | 835  | 859  | 975  | 959  | 981  | 1052 |
| Quellen: Cassini und INSEE |      |      |      |      |      |      |      |      |

## Sehenswürdigkeiten
- Kirche Sainte-Radegonde aus dem 16. Jahrhundert

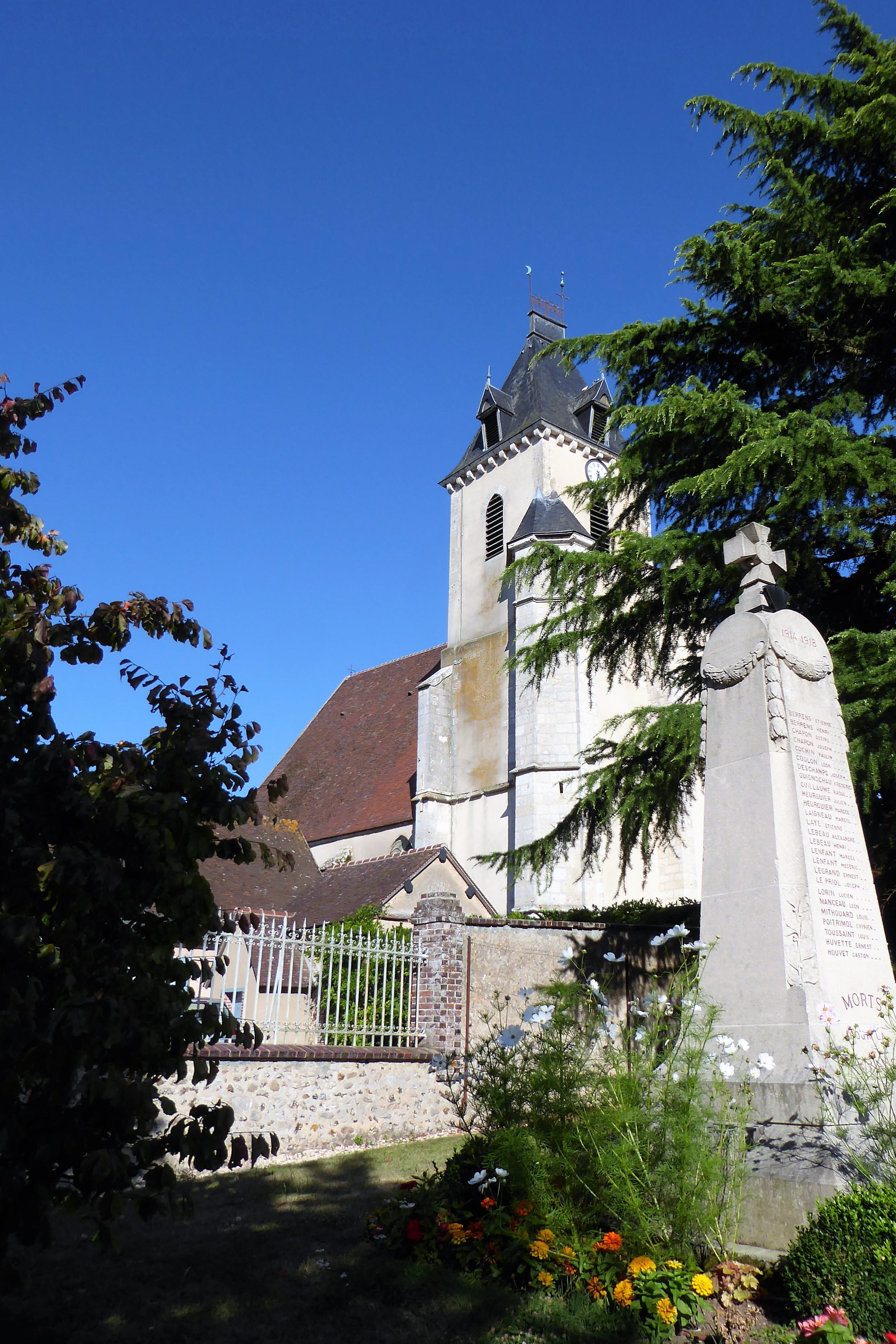
Kirche Saint-Hilaire und Gefallenendenkmal

## Persönlichkeiten
- Simone Segouin (1925–2023), Widerstandskämpferin